# Washington Borg
Washington Borg (Alessandria d'Egitto, 1866 – Roma, 26 febbraio 1940) è stato un commediografo maltese in lingua italiana.

## Biografia
Nacque in Egitto da una famiglia di banchieri maltesi. Molto giovane si trasferì in Italia, dove compì i suoi studi: prima all'Università degli Studi di Pavia e in seguito al Regio Istituto Tecnico Superiore di Milano (poi Politecnico).
Si stabilì poi a Napoli e verso il 1896 iniziò a collaborare per il teatro. Borg scrisse per il teatro diversi testi, e tra questi ebbero maggior consenso di pubblico La semina (1903), Rose rosse (1904), Il passato che torna (1906) e Nuda (1908).
Fu attivo anche in ambito cinematografico come soggettista ed anche come regista di un film per bambini dal titolo Mi chiamano Mimì (1926). La sua attività cinematografica fu molto breve, e tra i suoi contributi vi furono i soggetti dei film La modella di Ugo Falena (1916), Maman Poupée di Carmine Gallone (1919) e Notturni di Ubaldo Pittei (1919).
Fu del 1930 il suo ultimo lavoro teatrale, l'atto unico In collaborazione. Ridotto in miseria, Borg morì dimenticato da tutti dieci anni più tardi.